# Suddivisioni della Russia
Le suddivisioni della Russia si distinguono tra:
- circondari federali, cioè ripartizioni formate da più soggetti federali;
- soggetti federali, ossia le unità politiche che costituiscono la repubblica federale;
- distretti, presenti nell'ambito di ciascun soggetto federale;
- comuni (o formazioni municipali), comprendenti vari tipi di centri abitati urbani e rurali.

## Soggetti federali

I soggetti federali della Russia

Secondo la Costituzione, il Paese è composto da 89 soggetti federali, Nel 1993, quando la Costituzione è entrata in vigore, vi erano ottantanove soggetti federali, ma in seguito alcuni di loro sono stati uniti.
- 46 (o 48) oblast' (regioni): tipologia più comune di soggetti federali, in cui il governatore viene eletto direttamente dal popolo insieme all’assemblea legislativa locale.
- 21 (o 24) repubbliche: nominalmente autonome e pensate per essere la patria di specifiche minoranze etniche; ognuna ha il compito di redigere una propria costituzione, e l’elezione del governatore e del parlamento locali avvengono tramite elezione diretta. Le repubbliche sono autorizzate a riconoscere la propria lingua ufficiale oltre a quella russa, ma sono rappresentate dal governo federale negli affari internazionali. In seguito alla crisi di Crimea del 2014, la Federazione Russa ha aggiunto alle altre ventuno la Repubblica di Crimea ma, visto che la maggior parte della comunità internazionale e l'Ucraina non ne riconoscono l'annessione e continuano a considerarla come parte integrante del territorio ucraino, il numero delle repubbliche presenti sul territorio russo è discordante: per i russi sono 22, mentre per la comunità internazionale e l’Ucraina sono 21.
- 9 kraj (territori): amministrativamente equivalenti alle oblast', la denominazione "territorio" è storica, in quanto essa era originariamente data alle regioni di frontiera e in seguito anche alle divisioni amministrative che componevano circondari autonomi od oblast' autonome. Essi hanno una bassa densità abitativa.
- 4 okrug (circondari) autonomi: in origine enti autonomi all'interno delle oblast' e dei kraj, creati per le minoranze etniche, il loro status fu elevato a quella dei soggetti federali nel 1990. Con l'eccezione del circondario autonomo della Čukotka, tutti i circondari autonomi sono ancora amministrativamente subordinati al kraj o all'oblast' di cui fanno parte.
- 1 regione autonoma (Oblast' autonoma ebraica): unica entità federale rimasta con tale denominazione e equiparabile alla repubbliche. Storicamente infatti, le Oblast' autonome erano unità amministrative subordinate ai kraj. Nel 1990 tutte, tranne per l'oblast' ebraica, sono state elevate allo status di Repubblica. Essa è nata ai tempi dell’URSS per essere la patria della minoranza ebraica russa, tuttavia oggi è composta solo per l'1,22% da ebrei.
- 2 (o 3) città federali: godono di questo status sono le principali città russe (Mosca, San Pietroburgo). Esse, vista la loro importanza a livello federale, funzionano come regioni separate. In seguito alla crisi di Crimea del 2014, la Federazione Russa ha aggiunto alle altre due la città federale di Sebastopoli ma, visto che la maggior parte della comunità internazionale e l'Ucraina non riconoscono l'annessione della città e del resto della Crimea alla Federazione Russa e continuano a considerarla come parte integrante del territorio ucraino, anche il numero delle città federali presenti sul territorio russo è discordante: per i russi sono 3, mentre per la comunità internazionale e l’Ucraina sono 2.

Ciascun soggetto federale è poi amministrativamente suddiviso in distretti (rajon).

## Circondari federali
I circondari federali, in tutto 8, sono stati costituiti nel maggio 2000 (con la legge del 13 maggio n.849) per consentire un maggior controllo sugli enti territoriali da parte del governo centrale; comprendono più soggetti federali senza costituire entità federative. Ciascun circondario ha un centro amministrativo corrispondente alla città più grande del territorio.